# Miguel Nikolaevich da Rússia
Miguel Nikolaevich da Rússia (em russo:  Великий князь Мигель Николаевич; transl velikiy knyaz Mikhail Nikolayevich) (13 de outubro de 1832 , Peterhof, Império Russo – 18 de dezembro de 1909, Cannes, França) foi o quarto e último filho do Imperador Nicolau I da Rússia e sua esposa Alexandra Feodorovna (Carlota da Prússia); líder militar e estadista; Vice-rei do Imperador no Cáucaso ; Marechal de Campo General (1878  ), Feldzeugmeister General (1852) . Presidente do Conselho de Estado (1881-1905  ). Ao longo da sua vida viu quatro imperadores a governar a Rússia: o seu pai Nicolau I, o seu irmão Alexandre II, o seu sobrinho Alexandre III e o seu sobrinho-neto Nicolau II, servindo todos com lealdade. Viveu mais tempo que o seu sobrinho Alexandre III, apesar de este ser muito mais novo.

## Primeiros anos

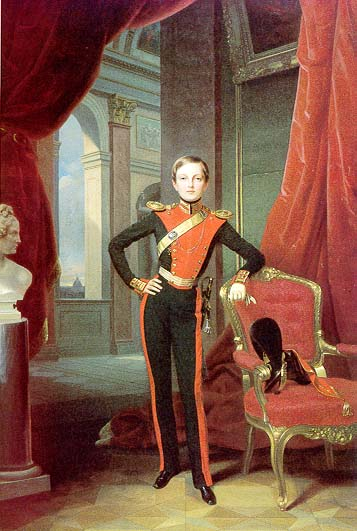
Miguel Nikolaevich em 1846 por Franz Kruger

Nascido em 13 (25) de outubro de 1832, ele foi nomeado após o irmão mais novo de Nicolau I, o Grão-Duque Miguel Pavlovich. Ele foi educado sob a supervisão de seus pais.
Em 1843 e 1844, Miguel Nikolaevich, juntamente com seus irmãos Nicolau e Constantino, praticaram navegação em navios de pequeno porte a remo, partindo para o Golfo da Finlândia.

## Carreira militar

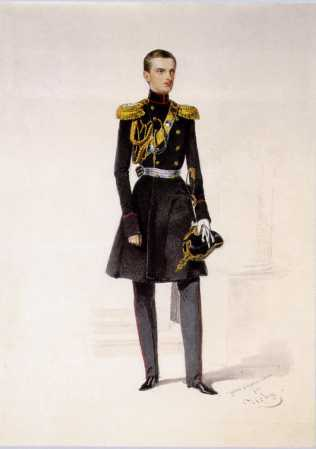
Miguel em 1852 por Vladimir Ivanovich Hau

Miguel Nikolaevich entrou no serviço em 1846; tornou-se feldzeugmeister geral em 1852 e de 26 de novembro de 1852 a 20 de maio de 1855 ele foi comandante da brigada de artilharia da guarda. Com o início da Guerra da Criméia, Miguel estava com o exército em campo. Enviando seus filhos - os grão-duques Nicolau e Miguel - para a Crimeia, o imperador disse:
''Se há perigo, então não cabe aos meus filhos evitá-lo!''
Ambos os Grão-Duques receberam seu batismo de fogo sob Inkerman. O comandante-em-chefe russo A. S. Menshikov decidiu dar o golpe principal ao corpo britânico em Inkerman Heights e cortar o exército aliado ao meio, trazendo grandes forças de cavalos em ação e, assim, levantando o bloqueio de Sebastopol. Em 24 de outubro de 1854, as tropas russas atacaram as posições dos aliados, mas devido ao nevoeiro espesso, a batalha se dividiu em várias escaramuças separadas. O 2º Corpo francês, que chegou a tempo, obrigou as tropas russas a recuar, tendo sofrido graves perdas. Por distinção na batalha perto de Inkerman Heights, o Grão-Duque Miguel foi condecorado com a Ordem de St. Jorge 4º grau.
De 20 de maio de 1855 a 26 de agosto de 1856, Miguel Nikolaevich - comandante da artilharia dos guardas de infantaria e corpo de cavalaria de reserva; de 26 de agosto de 1856 a 16 de agosto de 1857 - chefe da 2ª Divisão de Cavalaria de Guardas Ligeiros; de 16 de agosto de 1857 a 9 de fevereiro de 1860 - chefe da artilharia do Corpo de Guardas Separados; de 9 de fevereiro de 1860 a 6 de dezembro de 1862 - o chefe chefe das instituições de ensino militar do Ministério Militar. 

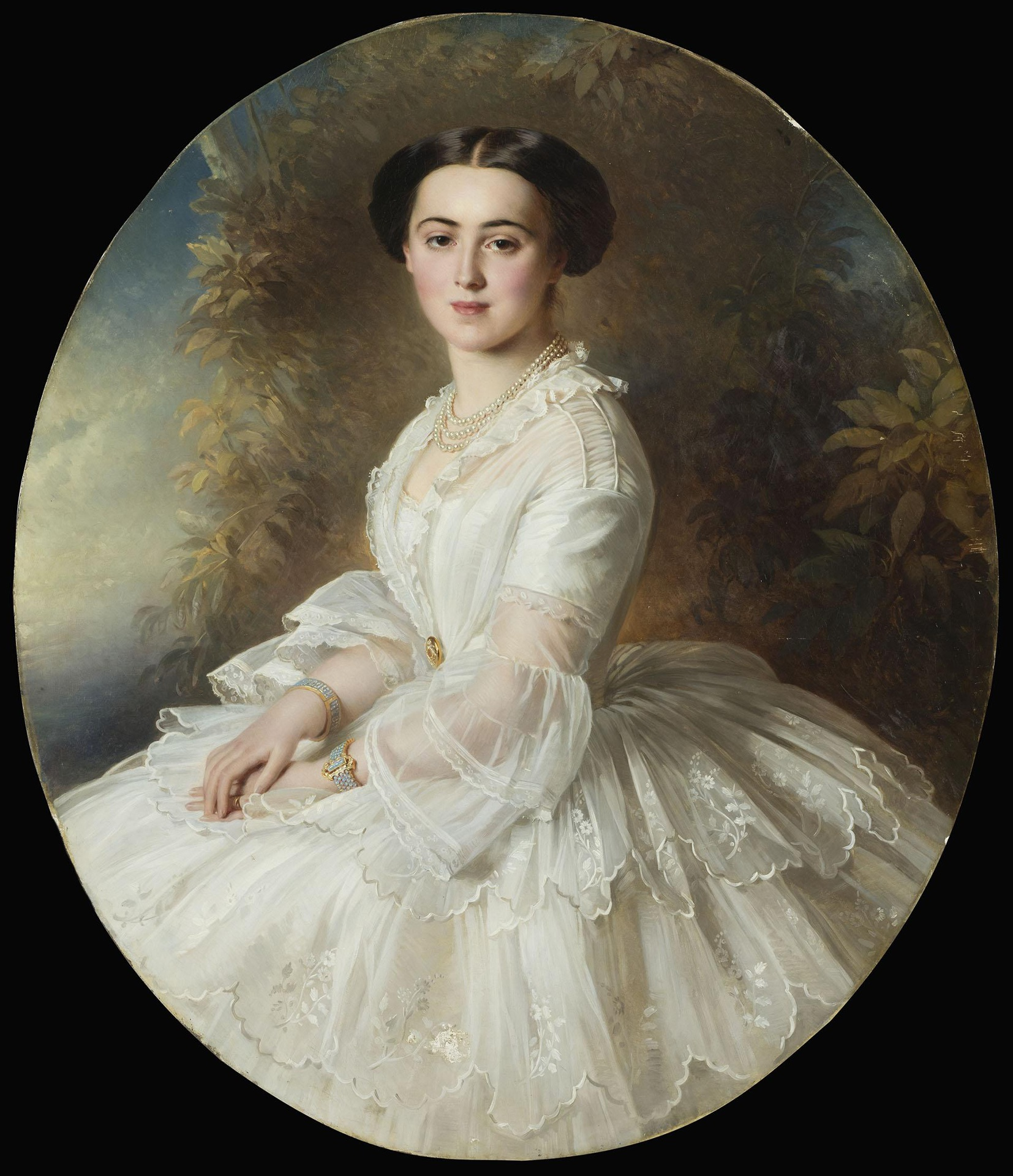
A Grã-Duquesa Olga Feodorovna

## Casamento e vida familiar

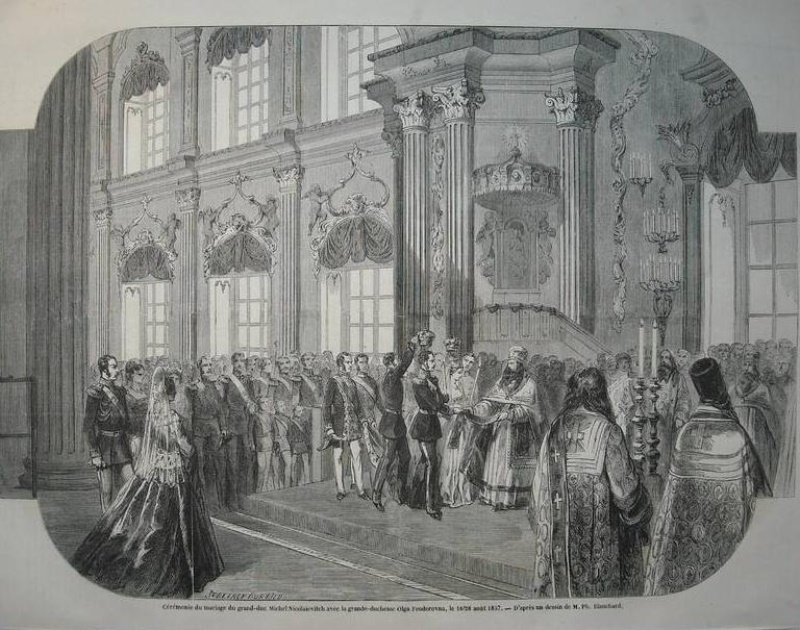
O casamento de Miguel Nikolaevich em 1857

No dia 16 de agosto de 1857 Miguel casou-se com a princesa Cecília de Baden, filha do grão-duque Leopoldo I de Baden e da princesa Sofia da Suécia. A história do primeiro encontro entre Miguel e Cecília não foi registada, mas o casamento aconteceu por amor e o grão-duque permaneceu como o único filho do Imperador Nicolau I que foi fiel durante todo o casamento. Cecilia era sobrinha da Imperatriz Isabel Alexeievna (esposa do Imperador Alexandre I) e após se converter à Igreja Ortodoxa Russa, adotou o nome de Olga Feodorovna. Em 1859 o casal teve seu primeiro filho, Nicolau Miguelovich, que seria seguido por mais 6 crianças nos anos seguintes.

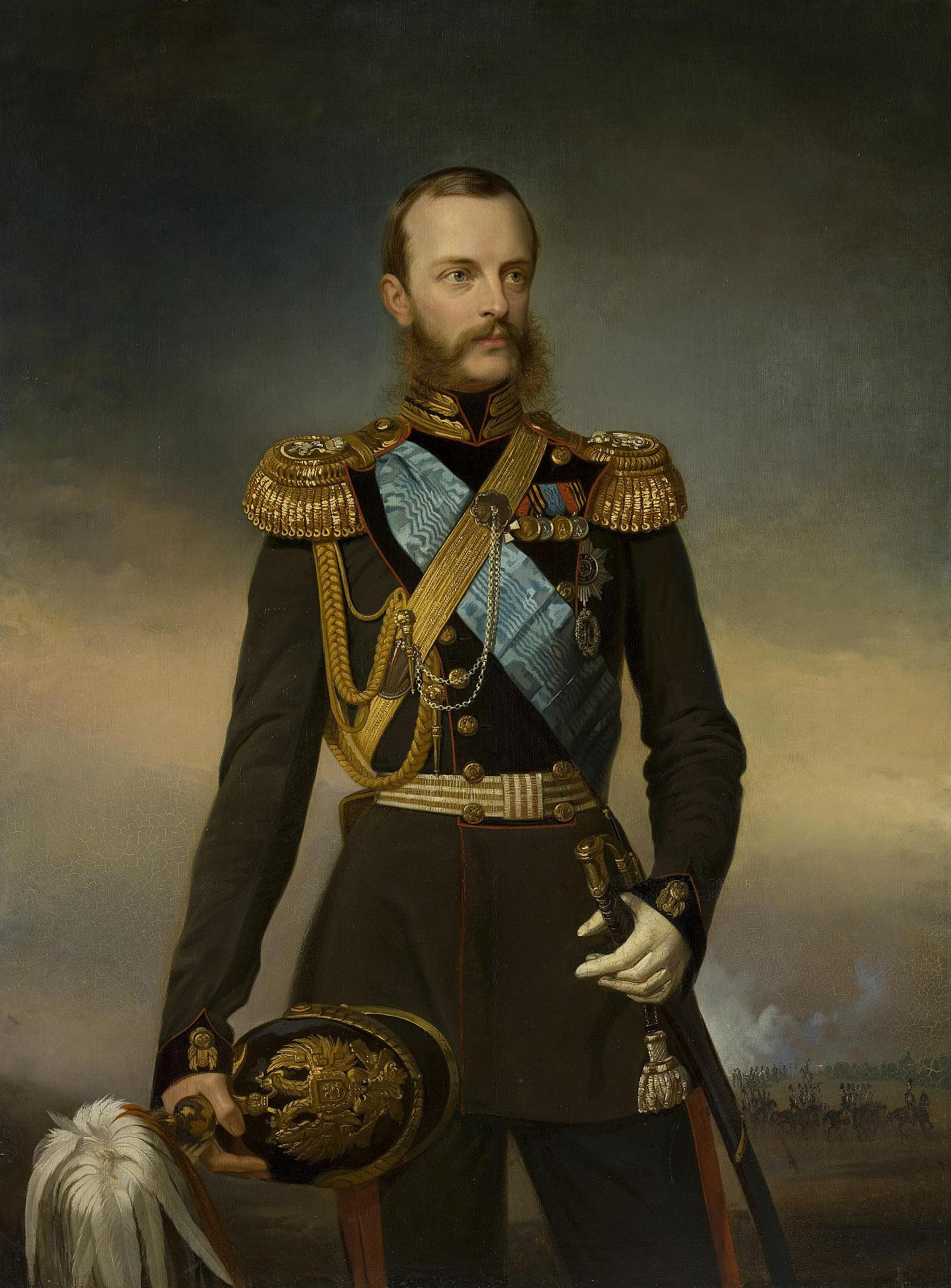
O Grão-Duque Miguel Nikolaevich na década de 1860

## Vice-rei do Cáucaso
Em 6 de dezembro de 1862, Miguel Nikolaevich foi nomeado vice-rei de Sua Majestade Imperial no Cáucaso e Comandante do Exército Cáucaso. O grão-duque se instalou com a família no Palácio do Vice-Rei em Tbilisi, onde nasceram e cresceram a maioria dos seus filhos. Em maio de 1864, o Grão-Duque participou de uma campanha contra os montanheses rebeldes na costa do Mar Negro do Cáucaso na região de Adler e Sochi . Suas tropas infligiram uma série de derrotas sensíveis ao inimigo, que marcaram a conquista completa do Cáucaso Ocidental e o fim da Guerra do Cáucaso.

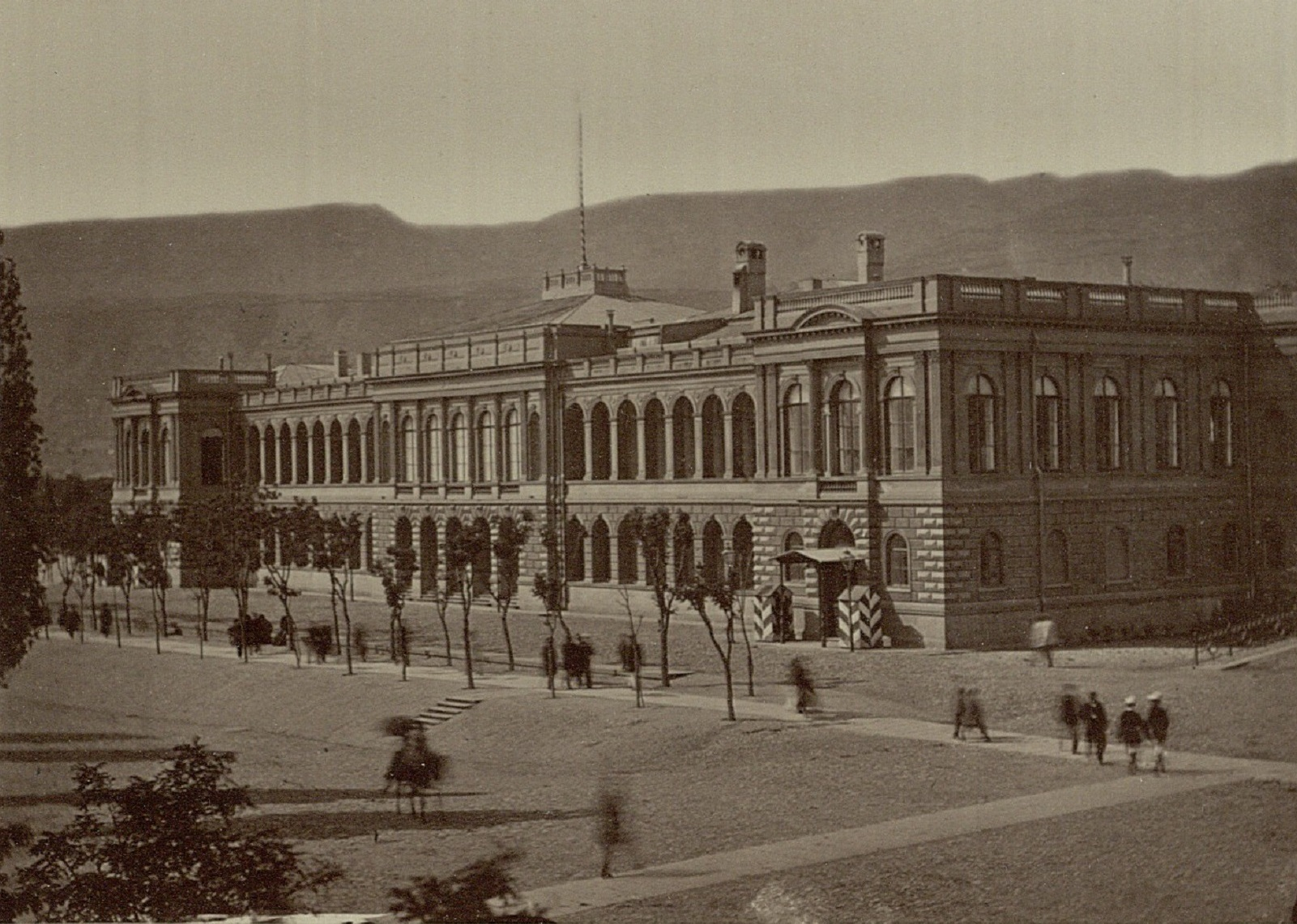
O Palácio do Vice-Rei do Cáucaso, onde Miguel morou com sua família em Tbilisi

Em fevereiro de 1865, o augusto governador instruiu os administradores caucasianos - a fim de
''preservar para a posteridade, na medida do possível, um relato completo e detalhado das façanhas que foram realizadas por partes das tropas e indivíduos durante os sessenta anos de guerra contínua com os montanheses ...''
- faça o seguinte: Todos os regimentos e batalhões (regulares e cossacos) deveriam apresentar a história de sua vida no Cáucaso e as ações contra os montanheses. Os oficiais selecionados para tal missão receberam isenções de folga e dispensas para procurar material de arquivo. Além disso, foi proposto envolver no projeto "... todos os militares e outras patentes de pessoas que tenham anotações e memórias que tenham algo a ver com os eventos da guerra passada ...". Dois anos depois, a "Iniciativa Mais Alta" recebeu implementação prática. E em 1876, o primeiro volume da “ Coleção Caucasiana ” dedicado à história das guerras caucasianas foi publicado em Tiblíssi. No total, no período de 1876-1912, o Departamento de História Militar da sede do Distrito Militar do Cáucaso publicou 32 volumes de "KS".

## Guerra russo-turca

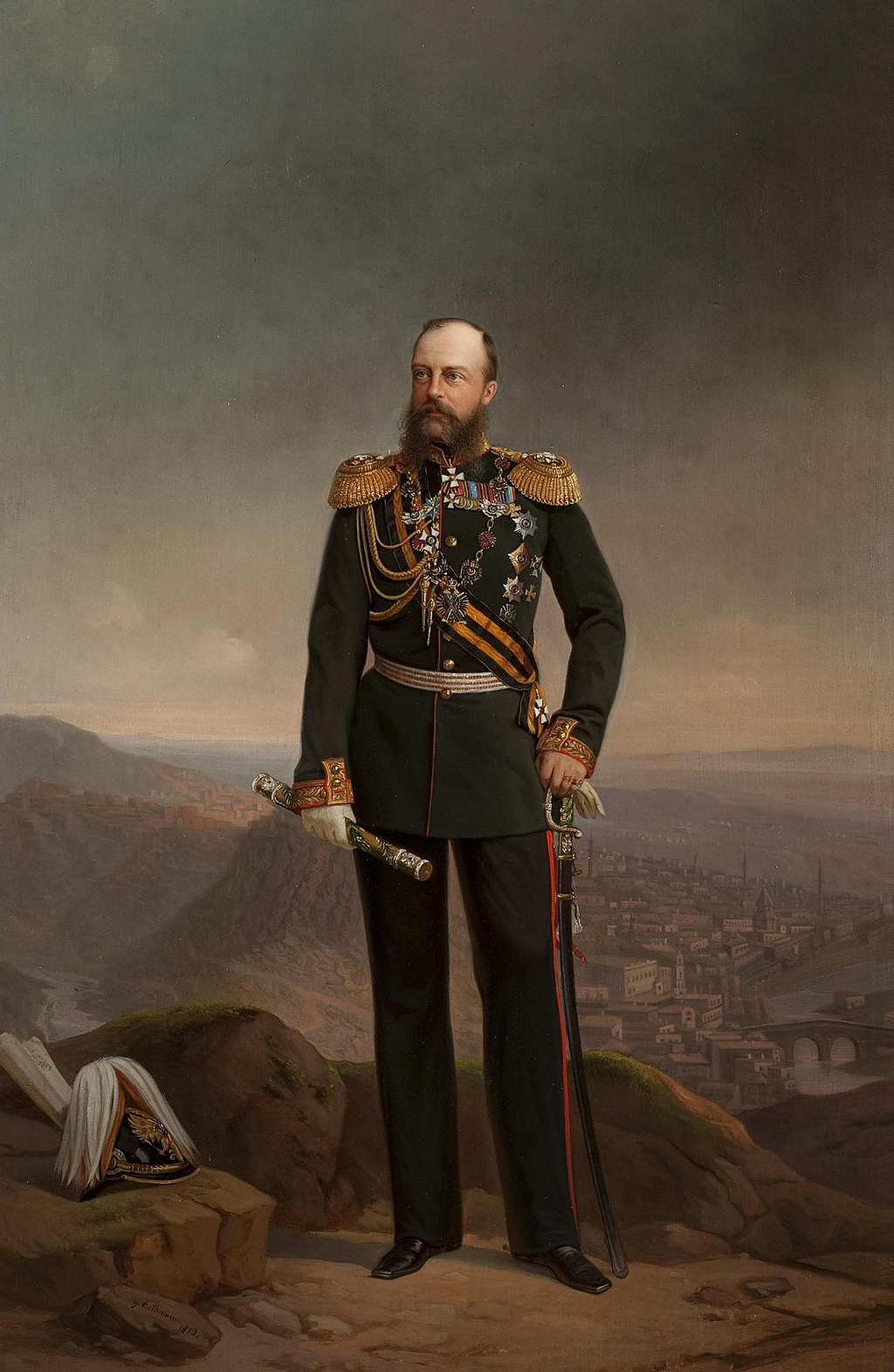
Miguel em 1879

Durante a guerra russo-turca de 1877-1878, Miguel Nikolayevich era o comandante-chefe do exército no teatro de operações caucasiano. Tanto os sucessos como os fracassos dessa campanha estão inextricavelmente ligados ao seu nome  . O rumo desfavorável das coisas alarmou o Grão-Duque; ele chegou pessoalmente ao front com seu chefe de gabinete, general Obruchev, e assumiu o comando das operações. Em 27 de setembro, o grão-duque começou a preparar um exército para desferir um golpe esmagador nas tropas turcas. Na batalha de 2 e 3 de outubro nas alturas de Aladzhin, o exército turco foi completamente destruído, perdendo apenas 15 mil pessoas mortas. Os remanescentes do exército de Mukhtar Pasha fugiram para Carse e Zivin. Toda a artilharia que os turcos tinham foi dada aos russos. 9 de outubro de 1877 Miguel Nikolayevich foi condecorado com a Ordem de St. George do 1º grau "... por derrotar totalmente o exército de Mukhtar Pasha sob a liderança pessoal de Sua Alteza em uma sangrenta batalha em 3 de outubro de 1877 nas Aladzhin Heights e forçar a maior parte a depor as armas." Em 9 de outubro, um destacamento do general Lazarev aproximou-se da fortaleza de Carse e no dia 13 começou o trabalho de cerco. O corpo de cerco ficou sob o comando de M. T. Loris-Melikov. O Grão-Duque partiu para Tiblíssi para desempenhar as funções de governador. Enquanto isso, um ataque brilhante na noite de 6 de novembro terminou com a captura de Carse e realmente encerrou a campanha no Cáucaso. Em 16 de abril de 1878, o grão-duque Miguel Nikolaevich foi promovido a marechal de campo por suas distinções na guerra russo-turca. Em 1879, as regiões de Carse e Batumi foram formadas a partir das terras recuperadas da Turquia.

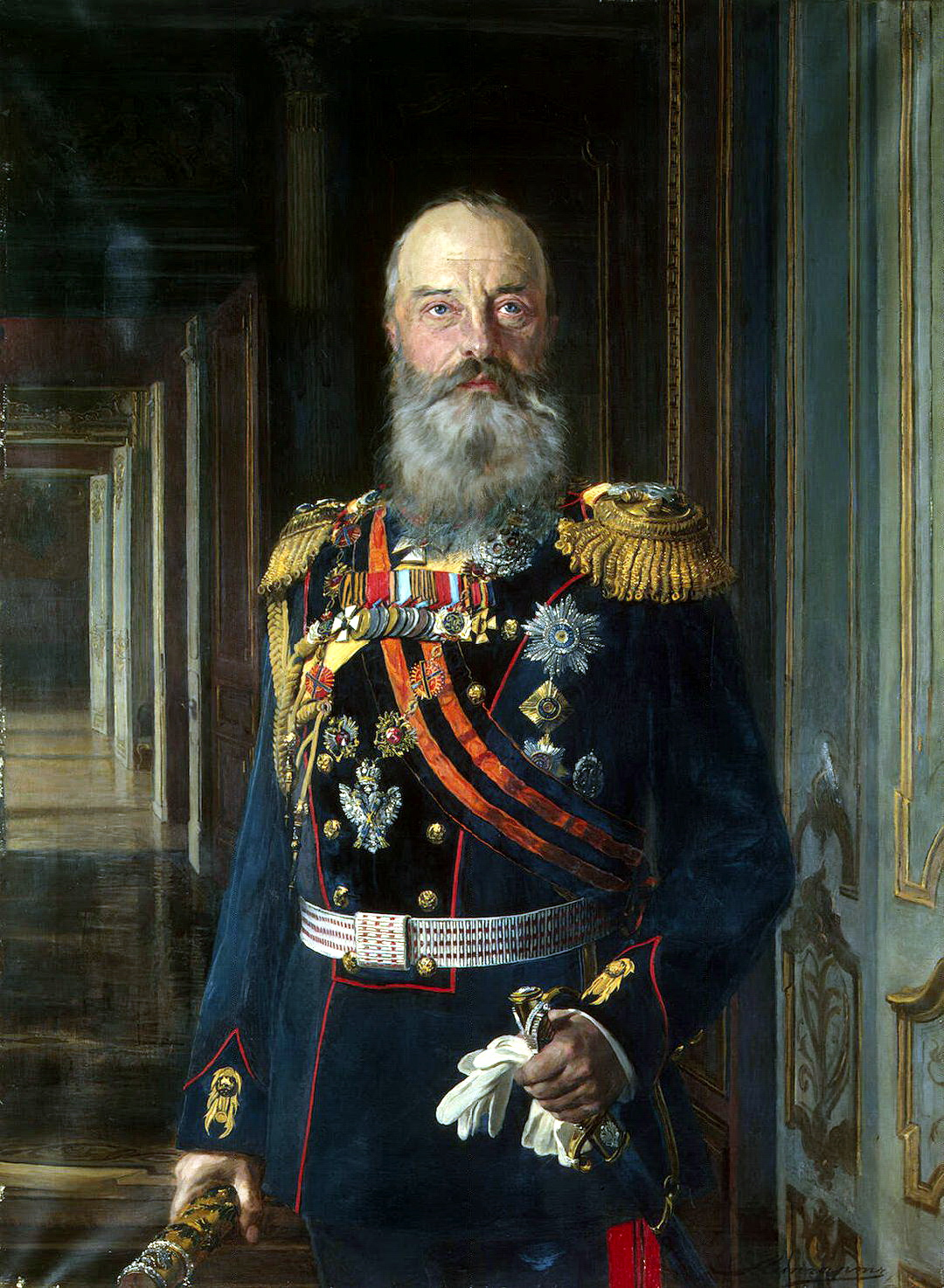
Miguel Nikolaevich nos últimos anos de vida

## Retorno a São Petersburgo
Em 1  de março de 1881 ,  por volta das 14h, Miguel Nikolaevich tomava chá no Palácio Miguelovsky, em São Petersburgo, com a Grã-Duquesa Catarina Miguelovna, onde também estava presente seu irmão, o imperador Alexandre II , que no mesmo dia foi mortalmente ferido ao retornar ao palácio do Palácio de Inverno por volta das 14h25  . Miguel Nikolaevich chegou ao local do assassinato logo após a segunda explosão (fatal para o imperador), deu ordens e instruções no local.
Miguel Nikolaevich foi nomeado presidente do Conselho de Estado em 14 de julho de 1881. Em 23 de julho de 1881, ele foi demitido do cargo de governador e comandante-chefe do exército caucasiano.
Por decreto pessoal de 24 de agosto de 1905  foi nomeado presidente honorário do Conselho de Estado.
Nos últimos anos de sua vida, ele estava gravemente doente. Faleceu em 5 (18) de dezembro de 1909 na França. O corpo foi transportado para a Crimeia e depois para São Petersburgo. Miguel Nikolaevich foi enterrado com todas as honras em 23 de dezembro de 1909 (5 de janeiro de 1910) em São Petersburgo, no Túmulo dos Grão-Duques da Catedral dos Santos Apóstolos Pedro e Paulo. 

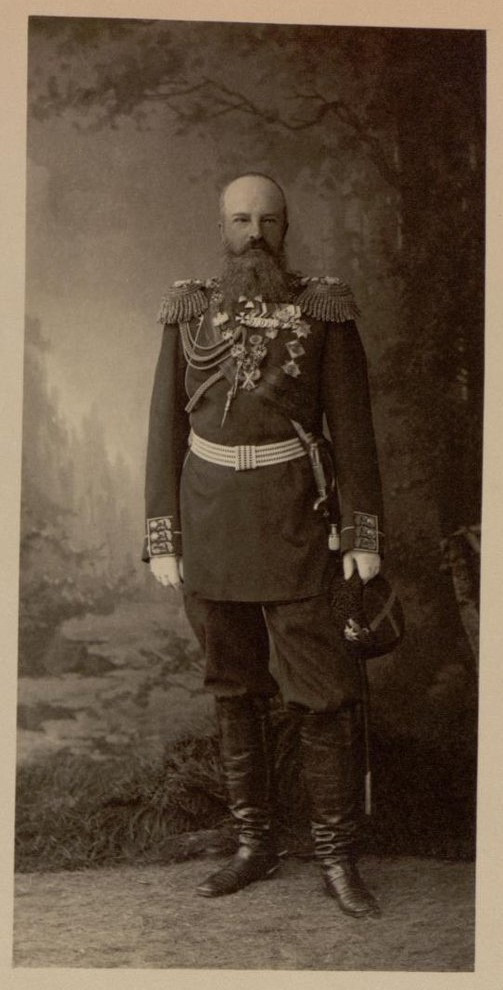
Miguel Nikolaevich em 1891

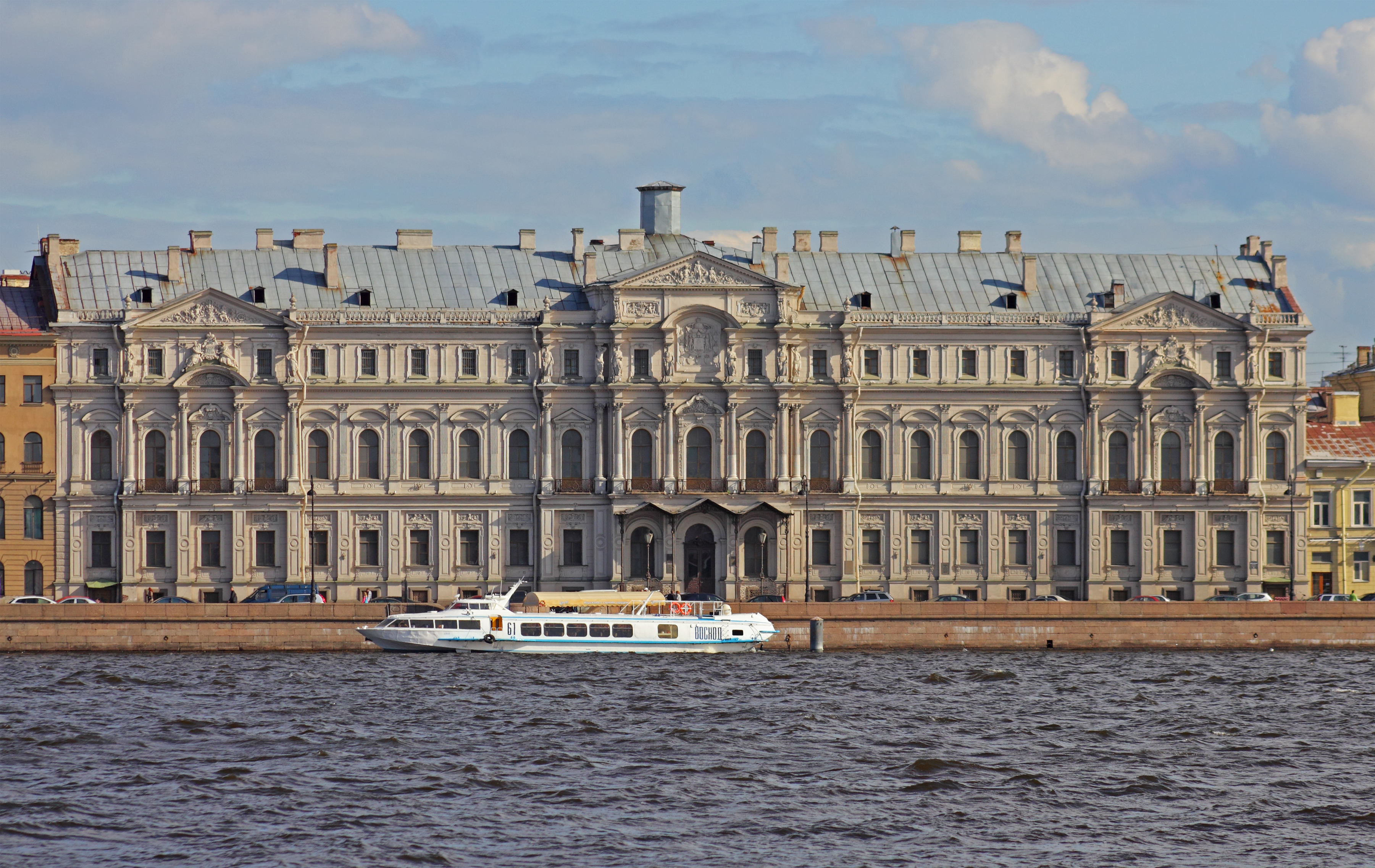
O Palácio Novo-Mikhailovsky, residência de Miguel em São Petersburgo

## Posses
De 1857 a 1863, para a união de Miguel e Olga, o Palácio Novo-Miguelovsky foi erguido no Cais do Palácio de São Petersburgo, seguindo o projeto do arquiteto da corte Andrei Stakenschneider.  Além disso, a casa 6 (a casa de P.F. Balk ) na Rua Millionnaya , que foi reconstruída como um edifício de serviço do palácio do Grão-Duque Miguel Nikolaevich , passou para o tesouro . O edifício albergava uma casa de reserva e o Estábulo do Grão-Duque  . Após a morte do Grão-Duque em dezembro de 1909, o Estábulo foi abolido.

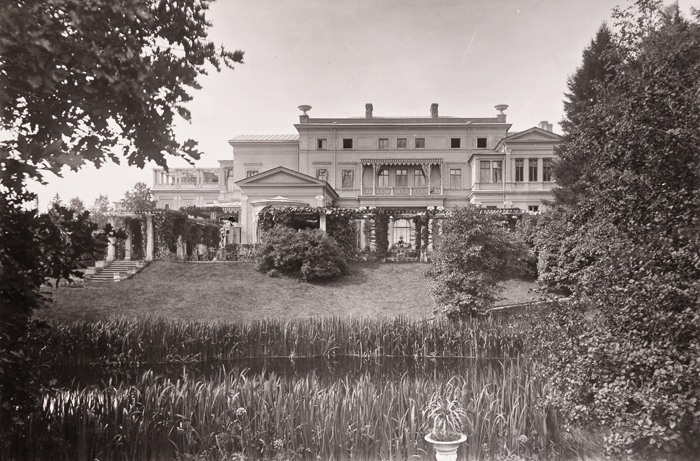
O Palácio MIkhailovka, a propriedade do grão-duque em Peterhof

Miguelovka (também "Miguelovskaya dacha" ou "propriedade Miguelovsky") é um conjunto de palácio e parque do século XIX na estrada de Peterhof , que pertencia a Miguel Nikolayevich e à linha grão-ducal Miguelovich .
Ele possuía a propriedade Dudergofskoye (184 acres, herdada de sua mãe em 1861) no distrito de Peterhof, a propriedade Ai-Todor em Gaspra, distrito de Yalta (originalmente 69 acres, depois aumentada para 200 acres), a propriedade Grushevskoye no Yekaterinoslav, províncias de Kherson e Taurida (75.066 acres), a propriedade de Tsiglirovka no distrito de Konstantingrad da província de Poltava (14.122 acres), a propriedade de Vardane na província do Mar Negro (8.000 acres, concedida em 1871), a propriedade de Borjomi no distrito de Gori de a província de Tiblíssi (69.513 acres, concedidos em 1872). Comprou a prestações até 1923 da Sociedade para a Restauração do Cristianismo 1509 acres (as terras da propriedade Karayaz na província de Tiblíssi).

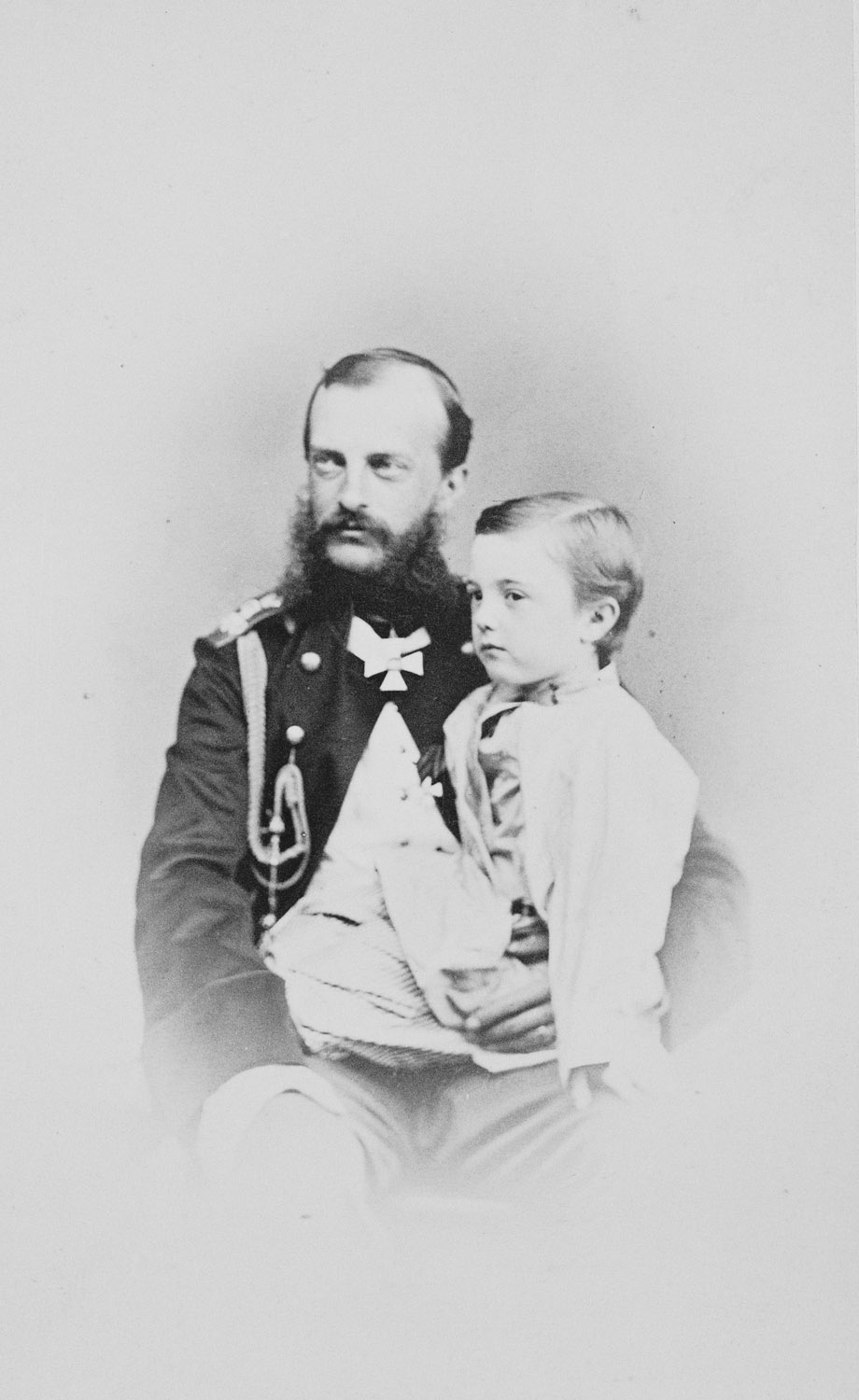
Miguel Nikolaevich com seu filho Miguel

## Descendência
1. Nicolau Miguelovich (26 de abril de 1859 – 28 de janeiro de 1919), um historiador de renome foi assassinado em consequência da Revolução Russa de 1917. Nunca se casou nem teve filhos.
2. Anastasia Miguelovna, (28 de julho de 1860 – 11 de março de 1922), casada com o grão-duque Frederico Francisco III de Mecklemburgo-Schwerin; com descendência incluindo a rainha Alexandrina da Dinamarca.
3. Miguel Miguelovich, casou-se morganáticamente com a condessa Sofia de Merenberg; com descendência.
4. Jorge Miguelovich (23 de agosto de 1863 – 28 de janeiro de 1919), casado com a princesa Maria da Grécia e Dinamarca; com descendência. Foi assassinado em consequência da Revolução Russa de 1917.
5. Alexandre Miguelovich (Sandro) (13 de abril de 1866 – 26 de fevereiro de 1933), casado com a grã-duquesa Xenia Alexandrovna; com descendência.
6. Sérgio Miguelovich (7 de outubro de 1869 – 18 de julho de 1918), nunca se casou nem teve filhos. Foi assassinado em consequência da Revolução Russa de 1917.
7. Alexis Miguelovich (28 de dezembro de 1875 – 2 de março de 1895), morreu de tuberculose aos dezasseis anos de idade.

## Genealogia
| Miguel Nikolaevich da Rússia | Pai: Nicolau I da Rússia                       | Avô paterno: Paulo I da Rússia                                | Bisavô paterno: Pedro III da Rússia                 |
| Miguel Nikolaevich da Rússia | Pai: Nicolau I da Rússia                       | Avô paterno: Paulo I da Rússia                                | Bisavó paterna: Catarina II da Rússia               |
| Miguel Nikolaevich da Rússia | Pai: Nicolau I da Rússia                       | Avó paterna: Maria Feodorovna (Sofia Doroteia de Württemberg) | Bisavô paterno: Frederico II Eugénio de Württemberg |
| Miguel Nikolaevich da Rússia | Pai: Nicolau I da Rússia                       | Avó paterna: Maria Feodorovna (Sofia Doroteia de Württemberg) | Bisavó paterna: Frederica de Brandemburgo-Schwedt   |
| Miguel Nikolaevich da Rússia | Mãe: Alexandra Feodorovna (Carlota da Prússia) | Avô materno: Frederico Guilherme III da Prússia               | Bisavô materno: Frederico Guilherme II da Prússia   |
| Miguel Nikolaevich da Rússia | Mãe: Alexandra Feodorovna (Carlota da Prússia) | Avô materno: Frederico Guilherme III da Prússia               | Bisavó materna: Frederica Luísa de Hesse-Darmstadt  |
| Miguel Nikolaevich da Rússia | Mãe: Alexandra Feodorovna (Carlota da Prússia) | Avó materna: Luísa de Mecklemburgo-Strelitz                   | Bisavô materno: Carlos II de Mecklemburgo-Strelitz  |
| Miguel Nikolaevich da Rússia | Mãe: Alexandra Feodorovna (Carlota da Prússia) | Avó materna: Luísa de Mecklemburgo-Strelitz                   | Bisavó materna: Frederica de Hesse-Darmstadt        |